# Gewog di Phuentshogpelri
Il gewog di Phuentshogpelri è uno dei quindici raggruppamenti di villaggi del distretto di Samtse, nella regione Occidentale, in Bhutan.